# Koszty leczenia
Koszty leczenia to koszty poniesione na badania i zabiegi ambulatoryjne i operacyjne, pobyt w placówce służby zdrowia, jak również zakup niezbędnych lekarstw i środków opatrunkowych.